# Населення Парагваю
Населення Парагваю. Чисельність населення країни 2015 року становила 6,783 млн осіб (105-те місце у світі). Чисельність парагвайців стабільно збільшується, народжуваність 2015 року становила 16,37 ‰ (116-те місце у світі), смертність — 4,68 ‰ (198-ме місце у світі), природний приріст — 1,16 % (104-те місце у світі) . 

## Природний рух

### Відтворення
Народжуваність у Парагваї, станом на 2015 рік, дорівнює 16,37 ‰ (116-те місце у світі). Коефіцієнт потенційної народжуваності 2015 року становив 1,91 дитини на одну жінку (136-те місце у світі). Рівень застосування контрацепції 79,4 % (станом на 2008 рік). Середній вік матері при народженні першої дитини становив 22,9 року, медіанний вік для жінок — 25—29 років (оцінка на 2008 рік).
Смертність в Парагваї 2015 року становила 4,68 ‰ (198-ме місце у світі).
Природний приріст населення у країні 2015 року становив 1,16 % (104-те місце у світі).

### Вікова структура

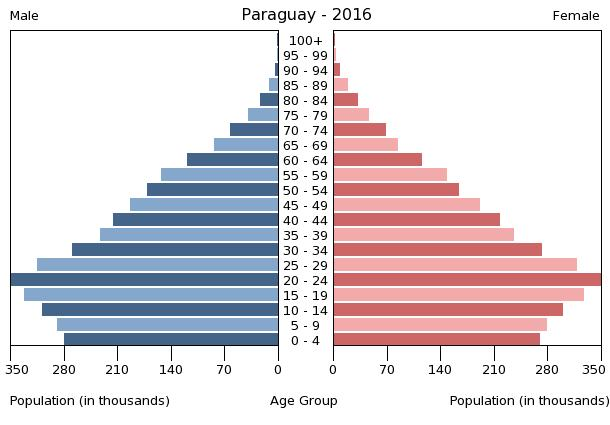
Віково-статева піраміда населення Парагваю, 2016 рік

Середній вік населення Парагваю становить 27,8 року (137-ме місце у світі): для чоловіків — 27,5, для жінок — 28 років. Очікувана середня тривалість життя 2015 року становила 76,99 року (74-те місце у світі), для чоловіків — 74,34 року, для жінок — 79,77 року.
Вікова структура населення Парагваю, станом на 2015 рік, мала такий вигляд:
- діти віком до 14 років — 25,59 % (882 929 чоловіків, 852 583 жінки);
- молодь віком 15—24 роки — 20,14 % (687 025 чоловіків, 679 420 жінок);
- дорослі віком 25—54 роки — 40,04 % (1 359 281 чоловік, 1 356 663 жінки);
- особи передпохилого віку (55—64 роки) — 7,48 % (259 086 чоловіків, 248 636 жінок);
- особи похилого віку (65 років і старіші) — 6,75 % (213 907 чоловіків, 243 741 жінка)[1].

## Розселення

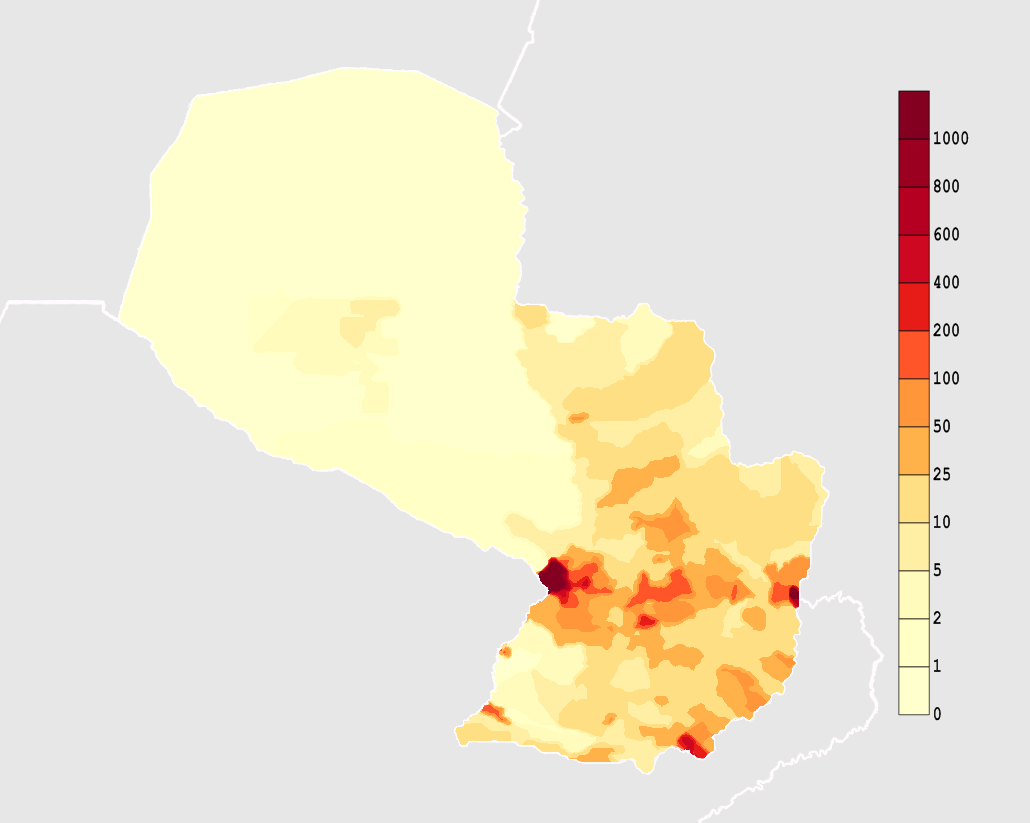
Густота населення Парагваю за регіонами

Густота населення країни 2015 року становила 16,7 особи/км² (205-те місце у світі). Більша частина населення мешкає у східній половині країни. 60 % території країни займає Гран-Чако, в якому мешкає лише 2 % населення.

### Урбанізація
Парагвай високоурбанізована країна. Рівень урбанізованості становить 59,7 % населення країни (станом на 2015 рік), темпи зростання частки міського населення — 2,1 % (оцінка тренду за 2010—2015 роки).
Головні міста держави: Асунсьйон (столиця) — 2,356 млн осіб (дані за 2015 рік).

### Міграції
Річний рівень еміграції 2015 року становив 0,07 ‰ (115-те місце у світі). Цей показник не враховує різниці між законними і незаконними мігрантами, між біженцями, трудовими мігрантами та іншими.
Парагвай є членом Міжнародної організації з міграції (IOM).

## Расово-етнічний склад
| Етнічний склад (2015 рік) | Етнічний склад (2015 рік) | Етнічний склад (2015 рік) | Етнічний склад (2015 рік) | Етнічний склад (2015 рік) |
| ------------------------- | ------------------------- | ------------------------- | ------------------------- | ------------------------- |
| Етнос:                    |                           |                           | Відсоток:                 |                           |
| метиси                    | метиси                    |                           | 95%                       | 95%                       |
| інші                      | інші                      |                           | 5%                        | 5%                        |

Головні етноси країни: метиси (іспанці й індіанці) — 95 %, інші — 5 % населення. В офіційній статистиці Парагваю етнічна чи расова належність не враховується.

## Мови
| Мови Парагваю (2015 рік) | Мови Парагваю (2015 рік) | Мови Парагваю (2015 рік) | Мови Парагваю (2015 рік) | Мови Парагваю (2015 рік) |
| ------------------------ | ------------------------ | ------------------------ | ------------------------ | ------------------------ |
| Мова:                    |                          |                          | Відсоток:                |                          |
| іспанська                | іспанська                |                          | 57%                      | 57%                      |
| гуарані                  | гуарані                  |                          | 87%                      | 87%                      |

Офіційні мови: іспанська і гуарані. На відміну від інших країн Південної Америці, в Парагваї для міжнаціонального спілкування широко використовується мова корінного населення — гуарані. 37 % переважно розмовляють на гуарані, 50 % однаково володіє іспанською та гуарані, 7 % населення розмовляє переважно іспанською. Невелика частина населення володіє португальською та німецькою.

## Релігії
| Релігії в Парагваї (2003 рік) | Релігії в Парагваї (2003 рік) | Релігії в Парагваї (2003 рік) | Релігії в Парагваї (2003 рік) | Релігії в Парагваї (2003 рік) |
| ----------------------------- | ----------------------------- | ----------------------------- | ----------------------------- | ----------------------------- |
| Віросповідання:               |                               |                               | Відсоток:                     |                               |
| католики                      | католики                      |                               | 89.6%                         | 89.6%                         |
| протестанти                   | протестанти                   |                               | 6.2%                          | 6.2%                          |
| християни                     | християни                     |                               | 1.1%                          | 1.1%                          |
| агностики                     | агностики                     |                               | 1.9%                          | 1.9%                          |
| атеїсти                       | атеїсти                       |                               | 1.1%                          | 1.1%                          |

Головні релігії й вірування, які сповідує, і конфесії та церковні організації, до яких відносить себе населення країни: римо-католицтво — 89,6 %, протестантизм — 6,2 %, інші течії християнства — 1,1 %, не визначились — 1,9 %, не сповідують жодної — 1,1 % (згідно з переписом 2002 року).

## Освіта
Рівень письменності 2012 року становив 93,9 % дорослого населення (віком від 15 років): 94,8 % — серед чоловіків, 92,9 % — серед жінок.
Державні витрати на освіту становлять 5 % ВВП країни, станом на 2012 рік (84-те місце у світі). Середня тривалість освіти становить 12 років, для хлопців — до 12 років, для дівчат — до 13 років (станом на 2010 рік).

## Охорона здоров'я
Забезпеченість лікарями у країні на рівні 1,23 лікаря на 1000 мешканців (станом на 2012 рік). Забезпеченість лікарняними ліжками в стаціонарах — 1,3 ліжка на 1000 мешканців (станом на 2011 рік). Загальні витрати на охорону здоров'я 2014 року становили 9,8 % ВВП країни (21-ше місце у світі).
Смертність немовлят до 1 року, станом на 2015 рік, становила 20,05 ‰ (86-те місце у світі); хлопчиків — 23,6 ‰, дівчаток — 16,31 ‰. Рівень материнської смертності 2015 року становив 132 випадків на 100 тис. народжень (73-тє місце у світі).
Парагвай входить до складу ряду міжнародних організацій: Міжнародного руху (ICRM) і Міжнародної федерації товариств Червоного Хреста і Червоного Півмісяця (IFRCS), Дитячого фонду ООН (UNISEF), Всесвітньої організації охорони здоров'я (WHO).

### Захворювання
Потенційний рівень зараження інфекційними хворобами в країні середній. Найпоширеніші інфекційні захворювання: діарея, гепатит А, черевний тиф, гарячка денге. Станом на серпень 2016 року в країні були зареєстровані випадки зараження вірусом Зіка через укуси комарів Aedes, переливання крові, статевим шляхом, під час вагітності.
2014 року зареєстровано 16,8 тис. хворих на СНІД (83-тє місце в світі), це 0,41 % населення в репродуктивному віці 15—49 років (75-те місце у світі). Смертність 2014 року від цієї хвороби становила приблизно 400 осіб (90-те місце у світі).
Частка дорослого населення з високим індексом маси тіла 2014 року становила 15,1 % (110-те місце у світі); частка дітей віком до 5 років зі зниженою масою тіла становила 2,6 % (оцінка на 2012 рік). Ця статистика показує як власне стан харчування, так і наявну/гіпотетичну поширеність різних захворювань.

### Санітарія
Доступ до облаштованих джерел питної води 2015 року мало 100 % населення в містах і 94,9 % в сільській місцевості; загалом 98 % населення країни. Відсоток забезпеченості населення доступом до облаштованого водовідведення (каналізація, септик): в містах — 95,5 %, в сільській місцевості — 78,4 %, загалом по країні — 88,6 % (станом на 2015 рік). Споживання прісної води, станом на 2000 рік, дорівнює 0,49 км³ на рік, або 88,05 тонни на одного мешканця на рік: з яких 20 % припадає на побутові, 8 % — на промислові, 71 % — на сільськогосподарські потреби.

## Соціально-економічне становище
Співвідношення осіб, що в економічному плані залежать від інших, до осіб працездатного віку (15—64 роки) загалом становить 56,6 % (станом на 2015 рік): частка дітей — 47,2 %; частка осіб похилого віку — 9,4 %, або 10,6 потенційно працездатного на 1 пенсіонера. Загалом ці показники характеризують рівень затребуваності державної допомоги в секторах освіти, охорони здоров'я і пенсійного забезпечення, відповідно. За межею бідності 2010 року перебувало 34,7 % населення країни. Розподіл доходів домогосподарств у країні має такий вигляд: нижній дециль — 1 %, верхній дециль — 41,1 % (станом на 2010 рік).
Станом на 2013 рік, у країні 100 тис. осіб не має доступу до електромереж; 98 % населення має доступ, у містах цей показник дорівнює 99 %, у сільській місцевості — 96 %. Рівень проникнення інтернет-технологій середній. Станом на липень 2015 року в країні налічувалось 3,011 млн унікальних інтернет-користувачів (101-ше місце у світі), що становило 44,4 % загальної кількості населення країни.

### Трудові ресурси
Загальні трудові ресурси 2015 року становили 3,243 млн осіб (102-ге місце у світі). Зайнятість економічно активного населення у господарстві країни розподіляється таким чином: аграрне, лісове і рибне господарства — 26,5 %; промисловість і будівництво — 18,5 %; сфера послуг — 55 % (2008). 205,29 тис. дітей у віці від 5 до 14 років (15 % загальної кількості) 2004 року були залучені до дитячої праці. Безробіття 2015 року дорівнювало 5,5 % працездатного населення, 2014 року — 5,5 % (61-ше місце у світі); серед молоді у віці 15—24 років ця частка становила 13 %, серед юнаків — 10 %, серед дівчат — 17,8 % (95-те місце у світі).

## Кримінал

### Наркотики

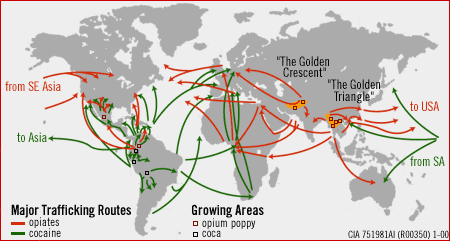
Світові маршрути наркотрафіку

Значний нелегальний виробник марихуани, більшість з якої спрямовується на ринки Бразилії, Аргентини й Чилі; значний транзитний пункт на шляху наркотрафіку андійського кокаїну до Бразилії та Європи; брак контролю на кордонах, значна корупція, відмивання грошей (особливо на кордоні з Бразилією і Аргентиною), відсутність законодавства, спрямованого на протидію відмиванню грошей, отриманих злочинним шляхом.

### Торгівля людьми
Згідно зі щорічною доповіддю про торгівлю людьми (англ. Trafficking in Persons Report) Управління з моніторингу та боротьби з торгівлею людьми Державного департаменту США, уряд Парагваю докладає значних зусиль у боротьбі з явищем примусової праці, сексуальної експлуатації, незаконною торгівлею внутрішніми органами, але законодавство відповідає мінімальним вимогам американського закону 2000 року щодо захисту жертв (англ. Trafficking Victims Protection Act’s) не в повній мірі, країна перебуває у списку другого рівня.

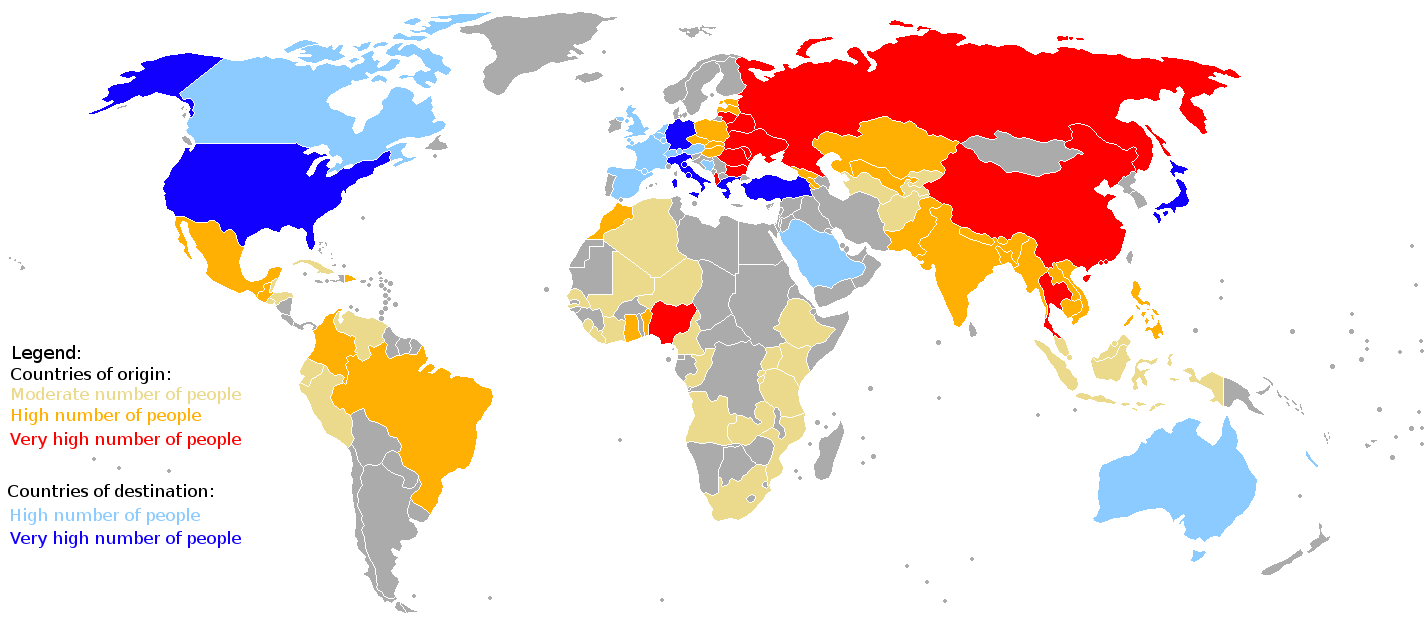
Країни-донори (червоний) і країни-реципієнти кримінальних потоків  (англ.)
Глобальна боротьба з торгівлею людьми (англ.)

## Гендерний стан
Статеве співвідношення (оцінка 2015 року):
- при народженні — 1,05 особи чоловічої статі на 1 особу жіночої;
- у віці до 14 років — 1,04 особи чоловічої статі на 1 особу жіночої;
- у віці 15—24 років — 1,01 особи чоловічої статі на 1 особу жіночої;
- у віці 25—54 років — 1 особи чоловічої статі на 1 особу жіночої;
- у віці 55—64 років — 1,04 особи чоловічої статі на 1 особу жіночої;
- у віці за 64 роки — 0,88 особи чоловічої статі на 1 особу жіночої;
- загалом — 1,01 особи чоловічої статі на 1 особу жіночої[1].

## Демографічні дослідження
Демографічні дослідження в країні ведуться рядом державних і наукових установ:

### Українською
- Атлас. 10—11 клас. Економічна і соціальна географія світу / упорядники :  О. Я. Скуратович, Н. І. Чанцева. — К. : ДНВП «Картографія», 2010. — ISBN 978-966-475-639-3.
- Атлас світу / голов. ред. І. С. Руденко ; зав. ред. В. В. Радченко ; відп. ред. О. В. Вакуленко. — К. : ДНВП «Картографія», 2005. — 336 с. — ISBN 9666315467.
- Безуглий В. В. Економічна і соціальна географія зарубіжних країн : Навчальний посібник. — К. : ВЦ «Академія», 2007. — 704 с. — ISBN 978-966-580-239-6.
- Безуглий В. В., Козинець С. В. Регіональна економічна і соціальна географія світу : Навчальний посібник. — видання 2-ге, доп., перероб. — К. : ВЦ «Академія», 2007. — 688 с. — ISBN 966-580-144-9.
- Головченко В. І., Кравчук О. Країнознавство: Азія, Африка, Латинська Америка, Австралія і Океанія. — К., 2006. — 335 с. — ISBN 966-8939-04-2.
- Гудзеляк І. І. Географія населення: Навчальний посібник / І. Гудзеляк. — Л. : Видавничий центр ЛНУ імені Івана Франка, 2008. — 232 с. — ISBN 978-966-613-599-8.
- Дахно І. І. Країни світу: Енциклопедичний довідник / І. І. Дахно, С. М. Тимофієв. — К. : Мапа, 2011. — 606 с. — (Бібліотека нового українця) — ISBN 978-966-8804-23-6.
- Дахно І. І. Економічна географія зарубіжних країн : навчальний посібник. — К. : Центр учбової літератури, 2014. — 319 с. — ISBN 978-611-01-0682-5.
- Джаман В. О. Регіональні системи розселення: демографічні аспекти. — Чернівці : Рута, 2003. — 392 с. — ISBN 9665685988.
- Дорошенко Л. С. Демографія: Навчальний посібник. — К. : МАУП, 2005. — 112 с. — ISBN 966-608-442-2.
- Дубович І. А. Країнознавчий словник-довідник. — 5-те вид., перероб. і доп. — К. : Знання, 2008. — 839 с. — ISBN 978-966-346-330-8.
- Економічна і соціальна географія країн світу. Навчальний посібник / За ред. Кузика С. П. — Л. : Світ, 2002. — 672 с. — ISBN 966-603-178-7.
- Загальна медична географія світу / В. О. Шевченко [та ін.] — К. : [б.в.], 1998. — 178 с.
- Книш М. М., Мамчур О. І. Регіональна економічна і соціальна географія світу (Латинська Америка та Карибські країни, Африка, Азія, Океанія) : навч. посіб. — Л. : ЛНУ ім. Івана Франка, 2013. — 368 с. — ISBN 978-617-10-0007-0.
- Крисаченко В. С. Динаміка населення: Популяційні, етнічні та глобальні виміри. — К. : Видавництво Національного інституту стратегічних досліджень, 2005. — 368 с. — ISBN 966-554-083-1.
- Кузик С. П., Книш М. М. Економічна і соціальна географія країн Америки : навч. посіб. — Л. : ЛНУ ім. Івана Франка, 1999. — 299 с. — ISBN 966-613-026-2.
- Любіцева О. О., Мезенцев К. В., Павлов С. В. Географія релігій. — К. : АртЕК, 1999. — 504 с. — ISBN 966-505-006-0.
- Масляк П. О. Країнознавство. — К. : Знання, 2007. — 292 с. — (Вища освіта XXI століття)
- Масляк П. О., Дахно І. І. Економічна і соціальна географія світу / П. О. Масляк, І. І. Дахно ; за ред. П. О. Масляка. — К. : Вежа, 2003. — 280 с. — ISBN 966-7091-53-8.

### Російською
- (рос.) Парагвай // Демографический энциклопедический словарь / главн. ред. Валентей Д. И. — М. : Советская энциклопедия, 1985. — 608 с.
- (рос.) Парагвай // Латинская Америка. Энциклопедический справочник [в 2-х тт.] / Главный редактор В. В. Вольский. — М. : Советская энциклопедия, 1982. — Т. 2. К-Я. — 656 с.
- (рос.) Парагвай // Страны и народы. Америка. Южная Америка / Редкол. : В. В. Вольский  (отв. ред.) и др. — М. : «Мысль», 1983. — 285 с. — (Страны и народы) — 180 тис. прим.
- (рос.) Атлас народов мира / Отв. ред. С. И. Брук и В. С. Апенченко. — М. : ГУГК ГГК СССР и Институт этнографии им. Н. Н. Миклухо-Маклая АН СССР, 1964. — 185 с. — 20 тис. прим.
- (рос.) Народы мира: Историко-этнографический справочник / Гл. ред. Ю. В. Бромлей. Ред. колегия: С. А. Арутюнов, С. И. Брук, Т. А. Жданко и др. — М. : Сов. энциклопедия, 1988. — 624 с. (с. 356—357)
- (рос.) Численность и расселение народов мира. Этнографические очерки / под ред. С. И. Брука. — М. : Издательство АН СССР, 1962. — 487 с.
- (рос.) Лаппо Г. М. География городов: Учебное пособие для географических факультетов вузов. — М. : Туманит, изд. центр ВЛАДОС, 1997. — 476 с. — ISBN 5-691-00047-0.
- (рос.) Ягельский А. География населения. — М. : Прогресс, 1980. — 383 с.